# Jatropha integerrima
Espèce
Classification phylogénétique
Jatropha integerrima est une espèce de plantes à fleurs de la famille des Euphorbiaceae, originaire de Cuba et Hispaniola.
Elle est connue aux Antilles françaises sous les noms d’Epicar (épika en créole), Médicinier, Médicinier-guitare, et à La Réunion sous les noms de Pignon d'Inde Epicar, Guitare, Jatropha-Fleur.
Deux variétés sont connues :
- Jatropha integerrima var. hastata
- Jatropha integerrima var. integerrima

Synonyme :
Jatropha hastata Jacq.

## Description
Le Jatropha integerrima est un arbuste ou un arbrisseau de 1,5 à 4 m de haut, très branchu.
Les feuilles ont un pétiole rougeâtre de 2-8 cm, et possèdent un limbe de formes très variées : ovale à ovato-oblong, parfois hasté, de 3-12 × 2-6 cm, entier ou portant parfois 1 à 2 lobes latéraux aigus discrets. La base est tronquée à subcordée, le sommet aigu-acuminé. Les stipules sont entières ou minuscules, persistantes, triangulaires, de moins de 1 mm. Les rameaux portent une pilosité pubérulente à hirsute, glabrescent avec l'âge. La sève est aqueuse ou faiblement lactescente.
Les inflorescences sont unisexuées, terminales, parfois axillaires, en thyrses longs de 9-25 cm.
Les fleurs rouge cinabre portent 5 sépales soudés, 5 pétales d’un rouge intense de 11-15 mm, 10 étamines sur deux niveaux.
La floraison se poursuit presque toute l’année.
Le fruit est une capsule.

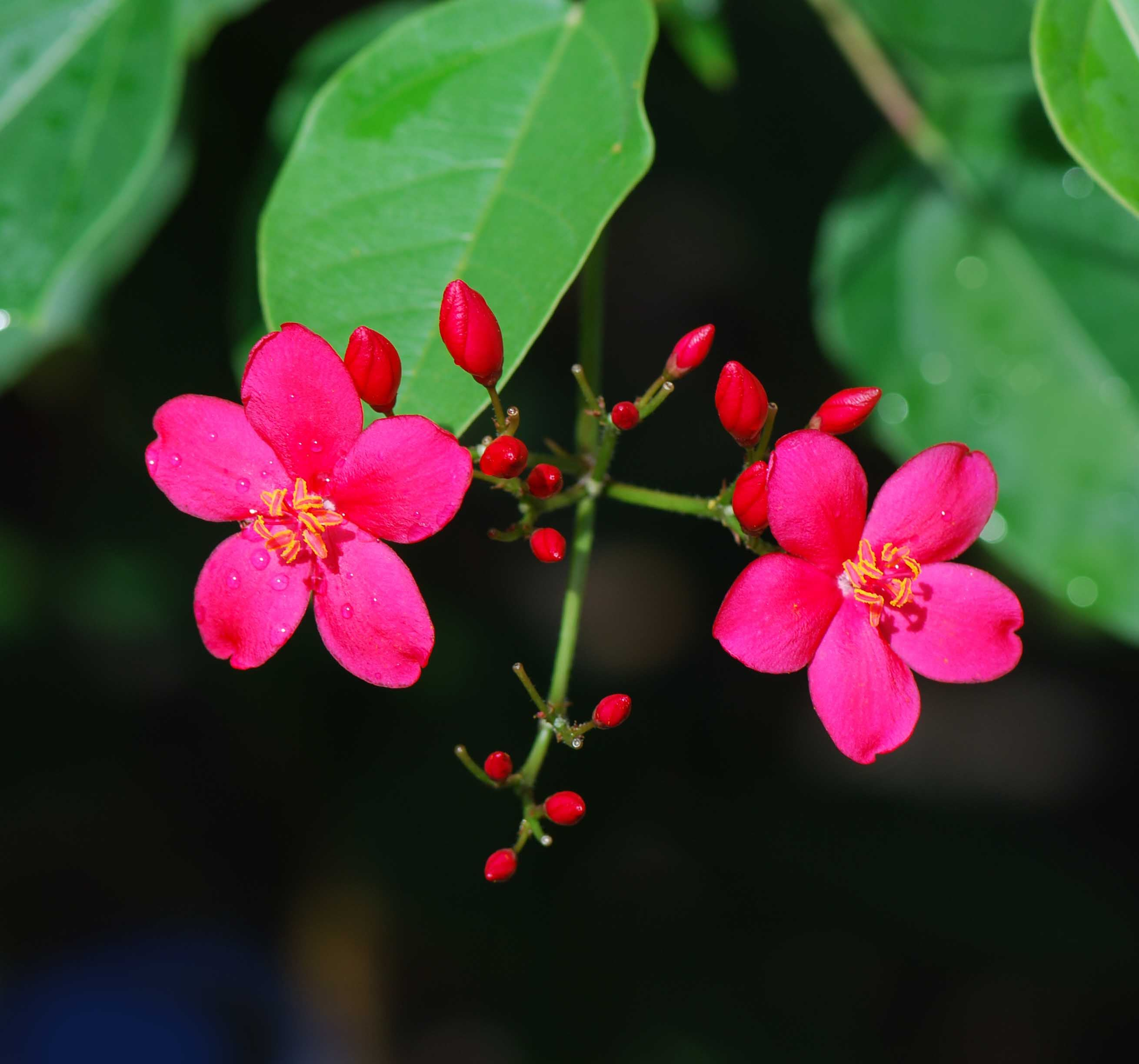
Fleurs.
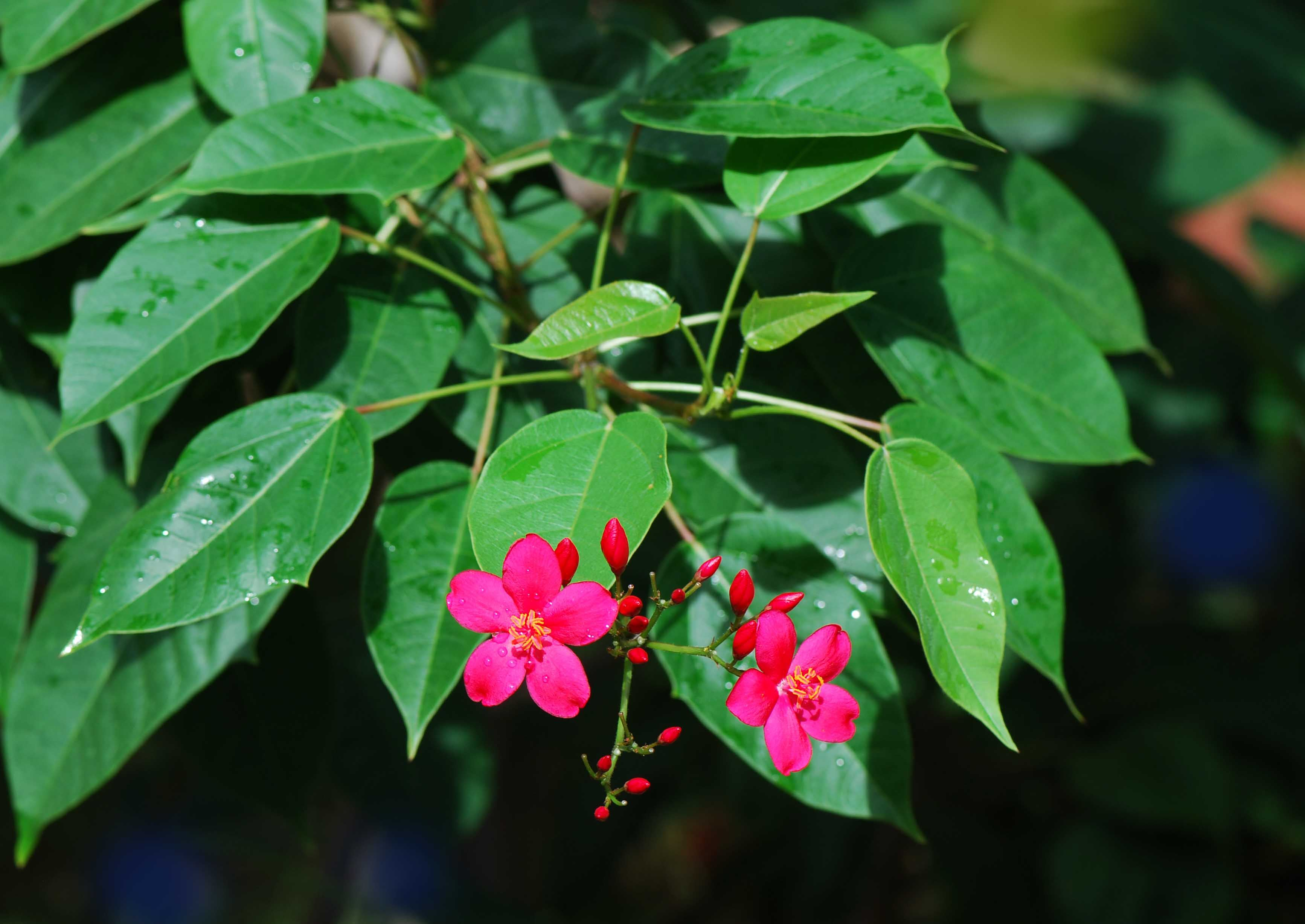
Arbuste.

## Écologie
La plante est originaire de Cuba et d'Hispaniola.
Cet arbrisseau très ornemental est cultivé partout sous les tropiques.

## Propriétés
Le latex est toxique. Les feuilles ingérées accidentellement causent des gastralgies et peuvent être très purgatives.
Les Jatropha sont réputés contenir de nombreux diterpènes.